# Douglas Clark
Pour les articles homonymes, voir Douglas Clark (homonymie) et Clark.
Douglas Daniel Clark (né le 10 mai 1948 en Pennsylvanie et mort le 11 octobre 2023 à la prison d'État de San Quentin (Californie) est un tueur en série américain. Clark et sa complice, Carol Bundy, sont connus en tant que « les tueurs de Sunset Strip ». Ils ont été accusés et condamnés pour une série de meurtres à Los Angeles.

## Biographie
Douglas Clark est un opérateur dans  l’usine de savon Jergens. Il travaillait avant à la station énergétique de San Fernando en Californie, mais est congédié en raison de ses nombreuses absences et des menaces portées à l’encontre de ses collègues de travail.

### Clark et Bundy
Après l'échec de son mariage, Douglas Clark rencontre Carol Bundy en 1980, et commence sa vie avec elle. Le couple commet son premier meurtre en juin 1980.

### Mode opératoire
La majorité des victimes du duo sont des prostituées que Douglas Clark tue durant leur relation sexuelle. Apparemment, Clark tue afin de réaliser le fantasme de tuer une femme pendant une relation sexuelle et de sentir ses contractions vaginales durant les spasmes de la mort.
Clark et Bundy attiraient une femme dans leur voiture puis lui demandent une fellation sur Clark. Bundy place alors une arme dans la paume ouverte de Clark, et il tire dans l’arrière de la tête de la victime. Clark a dit à Bundy que si l’un d'eux était appréhendé, qu’il allait assumer seul la responsabilité des meurtres dans l’espoir que Bundy puisse être remise en liberté. Ils ont gardé la tête d’une des victimes, et l’ont placée dans une glacière pour l’utiliser en tant que jouet sexuel.

### Arrestation
Après son arrestation au mois d’août 1980, Douglas Clark assure sa propre défense, affirmant qu'il est victime d'un coup monté. Condamné à la peine capitale en 1983, il est détenu au quartier des condamnés à mort de Californie,.

### Mort
Douglas Clark meurt le 11 octobre 2023 à la prison d'État de San Quentin (Californie), âgé de 75 ans.